# Ricardo Blas junior
Ricardo Blas junior (* 19. Oktober 1986 in Tamuning, Guam) ist ein Schwergewichts-Judoka aus Guam. Mit einem Körpergewicht von über 210 Kilogramm gilt er als der schwerste Sportler, der jemals an Olympischen Spielen teilgenommen hat.

## Werdegang
Blas' gleichnamiger Vater Ricardo Blas senior (* 1954) nahm als Judoka an den Olympischen Sommerspielen 1988 teil und ist gegenwärtig Präsident des Nationalen Olympischen Komitees von Guam. Blas junior begann auf Betreiben des Vaters im Alter von fünf Jahren ebenfalls mit dem Judosport. Er vertrat die Insel erstmals bei den Olympischen Sommerspielen 2008 und war Fahnenträger Guams bei der Eröffnungsfeier. Mit einer Körpermasse von 210,6 Kilogramm bei einer Körpergröße von 183 cm sorgte er für Aufmerksamkeit als schwerster Athlet der Spiele. Er unterlag am 15. August 2008 jedoch schon in der ersten Runde dem etwa 75 Kilogramm leichteren Georgier Lascha Gudschedschiani, in der Hoffnungsrunde schied er gegen den US-Amerikaner Daniel McCormick aus. Beide Kämpfe verlor er nicht wegen körperlicher Unterlegenheit, sondern durch jeweils vier  Verwarnungen (Shido) wegen Passivität.
Bei den Olympischen Sommerspielen 2012 war er erneut Fahnenträger Guams; sein Kampfgewicht betrug nun 218 kg. Diesmal gelang es ihm, am 3. August 2012 seinen Auftaktkampf gegen Facinet Keita aus Guinea zu gewinnen und ins Achtelfinale der Gewichtsklasse über 100 kg einzuziehen, wo ihn der Kubaner Óscar Brayson durch Ippon besiegte.